# San Miguel Arcángel
San Miguel Arcángel é uma localidade do Partido de Adolfo Alsina na Província de Buenos Aires, na Argentina. Sua população estimada em 2001 era de 649 habitantes.